# 苫小牧市立青翔中学校
苫小牧市立青翔中学校（とまこまいしりつせいしょうちゅうがっこう）は、2008年に沼ノ端地区の生徒数増加に伴い新設された公立の中学校である。北海道苫小牧市拓勇東町に位置する。2021年5月1日現在の全校生徒は750人。

## 沿革
- 2007年（平成19年）10月29日 - 苫小牧市教育委員会にて、校名を『青翔中学校』と決定。
- 2009年（平成21年）4月 - 開校。

## 校区
- 拓勇東町全域、拓勇西町全域、あけぼの町（1丁目・2丁目）、明野元町全域、新開町（1丁目）
  - 沼ノ端中学校・明野中学校の校区と接している。

## アクセス
- 道南バス「拓勇」停留所から、徒歩約400m・約6分。

## 周辺
- 苫小牧市立拓勇公園
- 国道36号

## 著名な出身者
- 菊地吏玖 - プロ野球選手
- 開心那 - スケートボーダー。東京オリンピックスケートボード・女子パークで、日本人史上最年少のメダリスト（銀）[1][2]。パリオリンピック銀メダリスト[3]。